# Prudentópolis
Prudentópolis (en ucraniano: Прудентополіс) es un municipio brasileño situado en el estado de Paraná a una distancia de 203 kilómetros de Curitiba, la capital estadual.
Según el IBGE, el municipio tiene una superficie de 2.247 km² y una población de 49.393 habitantes (2022).

## Historia
A finales del siglo XIX, la región era parte de las tierras de Firmo Mendes de Queiroz, descendiente de bandeirantes paulistas, quien donó dos terrenos para la construcción de una capilla en honor a San Juan Bautista. En el año 1896, llegaron a la región 1.500 familias ucranianas, totalizando ocho mil inmigrantes. Los colonos se establecieron en diversos núcleos, donde se convirtieron en pequeños agricultores, ganaderos e industriales. El municipio se formó en 1906 bajo el nombre de Prudentópolis, en homenaje al presidente Prudente de Morais. La inmigración de ucranianos a la región continuó hasta mediados de la década de 1920 y, en la actualidad, el municipio es considerado el más ucraniano de Brasil, con un 80% de la población descendiente de estos inmigrantes.
La región de donde provinieron estos ucranianos es Galitzia ("Галичина"), que en el pasado fue autónoma y también perteneció al Imperio austrohúngaro, a Polonia y a la propia Ucrania. La nueva geografía, que sitúa el territorio predominantemente en la actual Ucrania, fue trazada tras el fin de la Primera Guerra Mundial. Los polacos de Prudentópolis y los pocos "alemanes" (austríacos) también son originarios de Galitzia. Esta región también estuvo habitada por judíos, polacos, alemanes y austríacos. Su capital es Lemberg (en alemán), también llamada Львів/Lviv (en ucraniano) o Lwów (en polaco). Prudentópolis tiene un poblado llamado Nova Galitzia, en homenaje precisamente a este origen.

## Geografía

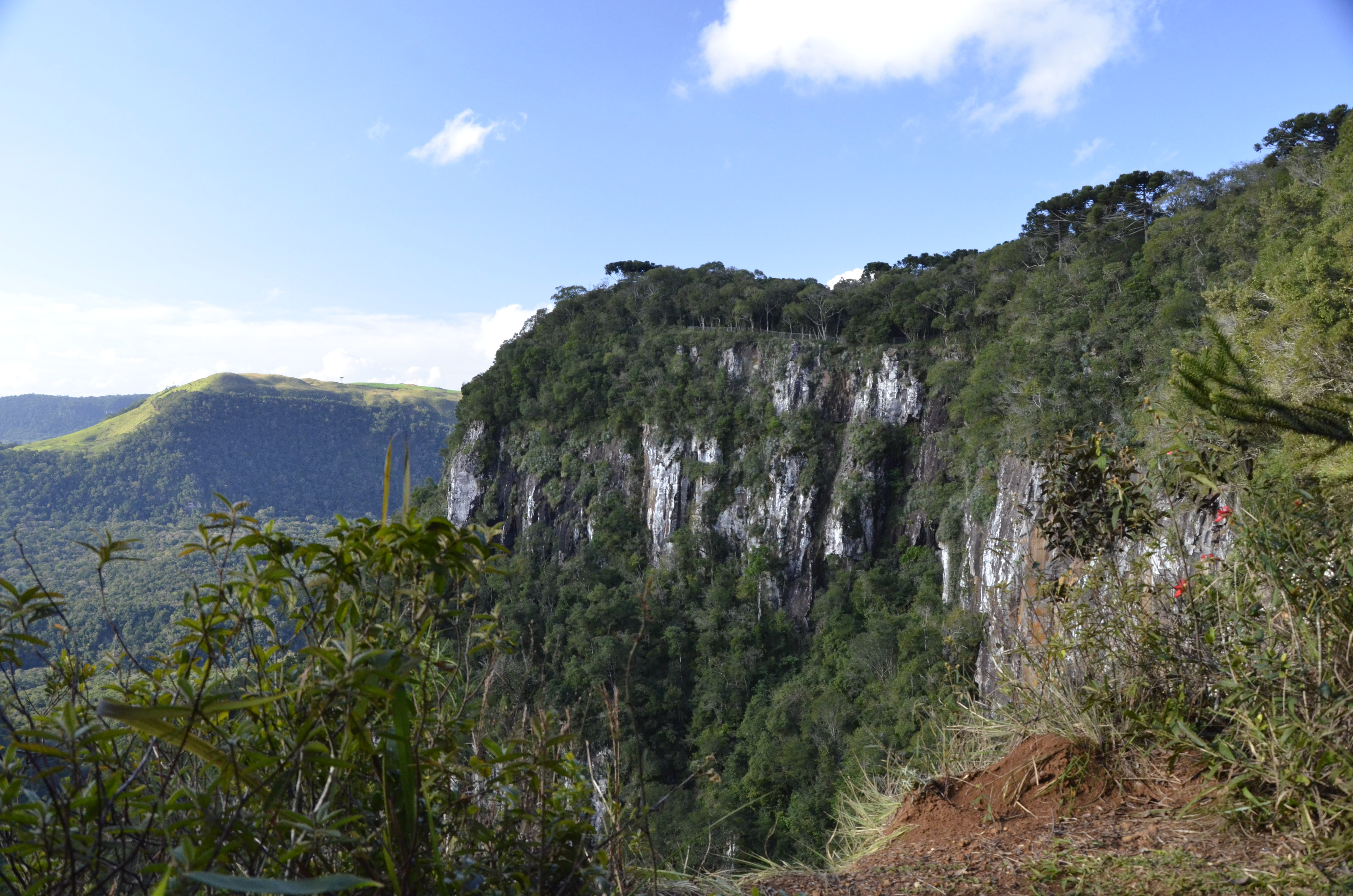
Vista parcial de la Serra da Esperança en Prudentópolis.

El municipio de Prudentópolis tiene una superficie de 2.247 km² y según el censo del IBGE de 2022, cuenta con una población de 49.393 habitantes, siendo el 5º municipio con mayor superficie del Estado de Paraná y 35º por población, respectivamente.
Está localizado a 203 kilómetros de Curitiba, capital del estado, y forma parte de la región Centro-Sul de Paraná, teniendo como municipios limítrofes a Guarapuava, Turvo, Cândido de Abreu, Ivaí, Guamiranga, Imbituva, Irati e Inácio Martins. Atraviesan al municipio las carreteras BR-373, que lo comunican con Ponta Grossa y Guarapuava, y la BR-277 que lo conecta con Foz do Iguaçú y Curitiba.
Dentro de Prudentópolis además nace el río Ivaí, en el encuentro del río dos Patos y el río São João. Es considerado el mayor cauce de agua de Paraná por su extensión.

### Subdivisiones
El municipio se encuentra subdividido en tres distritos: Prudentópolis (centro), Jaciaba y Patos Velhos.

### Relieve
El municipio tiene una altitud media de 730 metros sobre el nivel del mar. Se localiza entre la Segunda Meseta de Paraná (Meseta de Ponta Grossa) y la Tercera Meseta de Paraná (Meseta de Guarapuava). Existen diversas sierras, entre las que se destacan la Serra da Esperança, la Serra da Rita y la Serra do Barra Grande, así como varias colinas por encima de los 1200 metros, entre los que se encuentran el Morro Morungava (o Chapéu), el Morro Trombudo, el Trombudinho, el Morro Preto y el Morro Azul. Dentro de estas formaciones, existen decenas de cascadas.